# Matic Strgar
Matic Strgar (* 26. Juli 1982 in Ljubljana) ist ein ehemaliger slowenischer Radrennfahrer.

## Karriere
Strgar gewann 2004 die Punkte- und Bergwertung der Slowenien-Rundfahrt, die er als Dritter der Gesamtwertung beendete. Von 2005 bis 2011 fuhr er für die UCI Continental Team Radenska und Vorarlberg. Im Jahr 2006 erzielte er seine einzigen Siege bei Rennen des internationalen Kalenders: Er gewann die fünfte Etappe der Slowakei-Rundfahrt und das italienische Eintagesrennen Trofeo Gianfranco Bianchin, beides Wettbewerbe der zweiten UCI-Kategorie.
Nach der Saison 2011 trat Strgar nur noch gelegentlich bei Rennen in seiner Heimat Slowenien an.

## Erfolge
2004
- Punktewertung und Bergwertung Slowenien-Rundfahrt

2006
- eine Etappe Slowakei-Rundfahrt
- Trofeo Gianfranco Bianchin